# New Denver
New Denver es un pueblo canadiense situado en la provincia de Columbia Británica.

## Superficie
New Denver tiene una superficie de 0,87 km².

## Demografía
En 2021, tenía 487 habitantes, una densidad poblacional de 559,6 hab./km², y 304 viviendas.